# OBCヤングラジオ
OBCヤングラジオ（オービーシーヤングラジオ）は、1981年10月5日から1983年4月1日までと、1983年10月11日から1984年3月30日までの間にラジオ大阪で放送されていた夜のワイドラジオ番組。
通称「ヤンラジ」。

## 概要
前番組『JAM JAM OSAKA』までは、パーソナリティにミュージシャン、アーティストらを起用し、音楽路線を前面に出していた向きもあったが、この番組からは再びトーク中心のバラエティ路線となった。日替りのパーソナリティはアナウンサー中心となり、MAKOTO（北野誠）と角川加代子（スイッチョン）がその相手としてレギュラー出演していた。
第1期（1981年〜1983年）の放送当時、リクエストは、21時から22時までの1時間、電話で受け付け、22時台で放送していた「リクエストベスト10」でその集計結果を発表していた。番組スタートの21:00〜21:30の間は女性リスナーから、続いて21:30〜22:00の間は男性リスナーから電話でリクエストを受け付けていた。電話がつながらなくても留守番電話が受け付けており、その留守番電話のテープに録音されているキーワードをはがきに書いて送るとプレゼントのチャンスがあり、毎日一人に1万円が贈られ、月間賞、商品券も用意されていた他、「命のステッカー」（「○○ちゃん命」とファンのアイドルなどの名前などを書き入れることが出来るもの）も毎日10人ほどにプレゼントされていた。そしてこの番組には高校生100人もスタッフとして参加しており、リクエストベスト10には高校生各自の学校で調べたデータも加味され、毎日の順位が決定されていた。また、高校生の間で流行っている物、遊びなどをレポートする「ギャルズトーク」のコーナーも高校生スタッフによって製作されていた。
本番組終了後の後番組『POP STATION KISS』では、再び音楽を前面に打ち出した路線に戻った。そして、6か月間のブランクを置いて、『近鉄バファローズナイター』の放送の無い1983年10月11日から1984年3月30日までの6か月間、ナイターオフ番組として復活、放送されていた。この時のパーソナリティ陣は、アナウンサー、タレント、女子大生・女子高生の組み合わせで構成されていた。そしてこの復活版にも、1983年3月の終了時点まで放送されていた「ギャルズトーク」「星占い」「サウンド・クイズ」などの各コーナーが復活して登場した。
オープニングテーマ曲は、ザ・ビーチ・ボーイズの曲『ファン・ファン・ファン』。
2012年3月22日には1983年10月〜1984年3月組の出演する「ヤングラジオ寄席」を天満天神繁昌亭で開催する。

## 放送時間
- 月曜日〜金曜日 21:00〜23:30（1981年10月5日〜1983年4月1日・第1期）
- 月曜日〜金曜日 20:00〜21:30（1983年10月11日〜1984年3月30日・第2期）

## パーソナリティ

### 1981年10月〜1983年4月
- 本村忠司（月曜日 → 1982年10月から木曜日）
- 高橋征二（火曜日）
- 水野清文（水曜日 → 1982年10月から月曜日）
- 神守将宏（木曜日、1982年9月まで）
- 内田修（金曜日）
- 松本恵治（1982年10月から水曜日）
- 角川加代子（スイッチョン）（月曜・火曜・金曜 → 1982年10月から月〜金全曜日）
- MAKOTO（北野誠）（水曜・木曜 → 1982年10月から月〜金全曜日）

### 1983年10月〜1984年3月
- 高橋征二、桂楽珍、脇田南海子（月曜日）
- 内田修、桂花枝、橋口勝（火曜日）
- 松本恵治、スイッチョン、多田容子（水曜日）
- 水野清文、桂蝶六、山脇由美子（木曜日）
- 本村忠司、タージン、平井貴子（金曜日）

## タイムテーブル

### 1981年10月〜1983年4月
- 21:15 - ミュージック特急ホッカホカ!!（パーソナリティ：及川伸一　ニッポン放送制作）
- 21:30 - ポップン10ぷん（MAKOTO（北野）&スイッチョン（角川））
- 21:45 - 松田聖子のピンクのスニーカー（提供：学研、月星化成 文化放送制作）
- 21:55 - ニュース・天気予報
- 22時台随時 - リクエストベスト10
- 22:02 - 竹村健一のプレス&ピープル
- 22:12 - アイ・ラブ・シティ（提供：小学館、文化放送制作）
- 22:23 - くり万・奈保子のランナウェイ!サウンドレポート（〜1981年10月）
→ 塚たん・奈保子のランナウェイ!サウンドレポート（1981年11月〜1982年4月）
→ 塚たん・芳恵のランナウェイ!サウンドレポート（1982年5月〜）
（提供：パイオニア　ニッポン放送制作）
- 22:40 - （阪急ファイブ提供枠）らぶLOVEタウン（1982年9月まで）
→ ファイブ星占い（出演：脇田なみこ、1982年10月から）
- 22:50 - ギャルズトーク
- 22:55 - ニュース・天気予報
- 23:00 - 曜日別日替りコーナー
  - 23時台 - サウンド・クイズ